# Casa Fleith
A Casa Fleith é uma casa localizada na estrada do Pico n° 27, no Distrito de Pirabeiraba, em Joinville. Ela foi construída em 1913 por João Jacob Fleith na antiga Colônia Dona Francisca. Ela foi tombada pelo Instituto do Patrimônio Histórico e Artístico Nacional (IPHAN) em 2007.

## Construção
A Casa Fleith foi construída em 1913 por João Jacob Fleith na Colônia Dona Francisca. Ela foi herdada pelo filho de João, Alvino Fleith. Atualmente, os proprietários são Idenilda Godi Fleith e o senhor Osni Fleith. Apesar disso, a família não morava na propriedade devido aos riscos causados pela estrutura.

## Estilo arquitetônico
A casa é um exemplo típico de enxaimel de tijolos da Colônia Dona Francisca, com a lateral composta por uma seqüência de telhados. Além da casa, o terreno também possui um rancho. Em sua varanda, os painéis são fechados com tijolos dispostos de modo a formar desenhos geométricos.

## Tombamento
A Casa Fleith foi tombada em nível estadual pelo Decreto nº 3.461/2001, e foi um dos 110 imóveis tombados em nível federal em 2007, como parte da chancela da Paisagem Cultural Brasileira. Esta foi a primeira vez em que a chancela foi usada.

### Restauração
O primeiro restauro ocorreu nos anos 90, antes de seu tombamento, com financiamento do IPHAN.
Apesar do aparente bom estado da estrutura, o telhado da casa estava danificado. Em março de 2006, durante o Dia Catarinense da Etnia Alemã, o IPHAN havia se comprometido de restaurar a casa. Porém, a restauração foi aprovada pelo IPHAN e pela Fundação Cultural de Joinville (FCJ) apenas em 2012, durante o governo de Carlito Merss. A restauração ficou por conta da empresa Tecville Construções Civis, porém o rancho não foi incluso por não se trata do original. Além da cobertura, o IPHAN anunciou que também restauraria a parte elétrica e hidráulica, fechamento, esquadrias e ferragens, com orçamento de R$ 392 mil.